# Halál a felhők között
A Halál a felhők között Agatha Christie regénye, amely hazánkban először Poirot gyanúba esik címmel a Palladis Rt. Pengős regények sorozatában jelent meg 1935-ben. Magyarországon 1993-ban a Hunga-Print adta ki. Utolsó magyar kiadása: Halál a felhők között (Európa, 2010, Nyikos Eszter fordítása).
A könyv két főszereplője a belga detektív Hercule Poirot, és James Japp főfelügyelő. Hercule Poirot a Prometheus nevű utasszállító repülőgépen Párizsból Croydonba utazik. Mivel Poirot nem rajong a repülőgépekért és gyomra nincs jó állapotban, nem veszi észre, hogy a gépen gyilkosság történik.

## Szereplői
- Hercule Poirot, a belga detektív
- Lady Cicely Horbury, egy gazdag nő
- Venetia Kerr, a barátnője
- Jane Grey, egy fodrász
- Norman Gale, egy fogorvos
- Daniel Clancy, egy krimiíró
- Armand Dupont, egy francia régész
- Jean Dupont, a fia, szintén régész
- Dr. Bryant, egy orvos
- James Ryder, egy gyártulajdonos
- Madame Giselle/Marie Morisot, az áldozat
- Anne Morisot, a lánya
- Henry Mitchell és Albert Evans, légikísérők
- James Japp főfelügyelő, angol rendőr
- Wilson őrmester, rendőr
- Monsieur Fournier, francia rendőr

## Cselekménye
Poirot éppen repülőgépen utazik Párizsból Croydonba. Nem sokkal a leszállás előtt az utaskísérő holtan találja az egyik utast, Madame Giselle-t. Először szélütésre gyanakodnak a halál okát illetően, majd felmerül, hogy a gépen látott darázs csíphette halálra. Poirot viszont kideríti a halál valódi okozóját, egy mérgezett tűt, amit a padlón eldobva talál. Úgy gondolja, hogy a tűt egy fúvócsőből lőhette ki az egyik utas, vagyis Madame Giselle-t valójában meggyilkolták. A fúvócsövet pedig pont Poirot széke mögött találják meg. Amikor kiderül, hogy a meggyilkolt asszony uzsorás volt, aki azzal fenyegette a neki tartozókat, hogy felfedi a titkaikat, amiket megszerzett. Vajon az egyik ilyen adósa ölte meg, hogy elhallgattassa? Poirot a halottszemle után, ahol őt vádolják meg a gyilkossággal, elhatározza, hogy nyomozni fog az ügyben. De vajon hogyan lőhette ki a gyilkos a tűt anélkül, hogy valaki észrevette volna? És egyáltalán ki volt a tettes? Poirot a regény végén természetesen megválaszolja ezeket a kérdéseket.

## Angol nyelvű kiadásai
- 1935, Dodd Mead and Company (New York), 1935. március 10, keményfedeles kiadás, 304 oldal (Death in the Air címmel)
- 1935, Collins Crime Club (London), 1935 július , keményfedeles kiadás, 256 oldal
- 1946, Avon Books (New York), papírfedeles kiadás, 259 oldal
- 1957, Fontana Books papírfedeles kiadás, 188 oldal
- 1961, Popular Library (New York), papírfedeles kiadás, 189 oldal
- 1964, Pan Books, papírfedeles kiadás, 188 oldal
- 1967, Ulverscroft, keményfedeles kiadás, 219 oldal

## Magyarul
- Poirot gyanúba esik. Regény; ford. Földes Jolán; Palladis, Bp., 1935 (1 pengős regények)
- Halál a felhők fölött; ford. Kocsis Anikó; Hunga-print, Bp., 1993 (Hunga könyvek)
- Halál a felhők között; ford. Nyikos Eszter; Európa, Bp., 2010 (Európa krimi)

## Feldolgozásai
1992-ben az Agatha Christie: Poirot sorozat részeként TV-játék készült el a regényből David Suchet főszereplésével. A forgatókönyv elég szorosan követte a regényt, néhány apró eltéréssel, illetve néhány mellékszereplő kihagyásával. A televíziós filmben csak egy régész szerepelt, orvos nem volt, Jane stewardess volt, és a végén Poirot nem hozta össze Jane-t és a fiatalabbik régészt, mint a regényben.
A könyvet megemlítik a Ki vagy, Doki? című sorozat egyik epizódjában, ahol a doktor megmutatja Donnának a saját példányát, amelyet az 5000000000. évben adtak ki.

## Külső hivatkozások
- A magyar Agatha Christie-olvasók lapja
- Death in the Clouds a hivatalos Agatha Christie-weboldalon
- Halál a felhők között az Internet Movie Database oldalon (angolul)